# Eugenia Nosach
Eugenia Nosach (ur. 31 marca 1993) – argentyńska siatkarka, reprezentantka kraju grająca jako rozgrywająca. Obecnie występuje w drużynie Boca Juniors.